# St Peter's College, Auckland

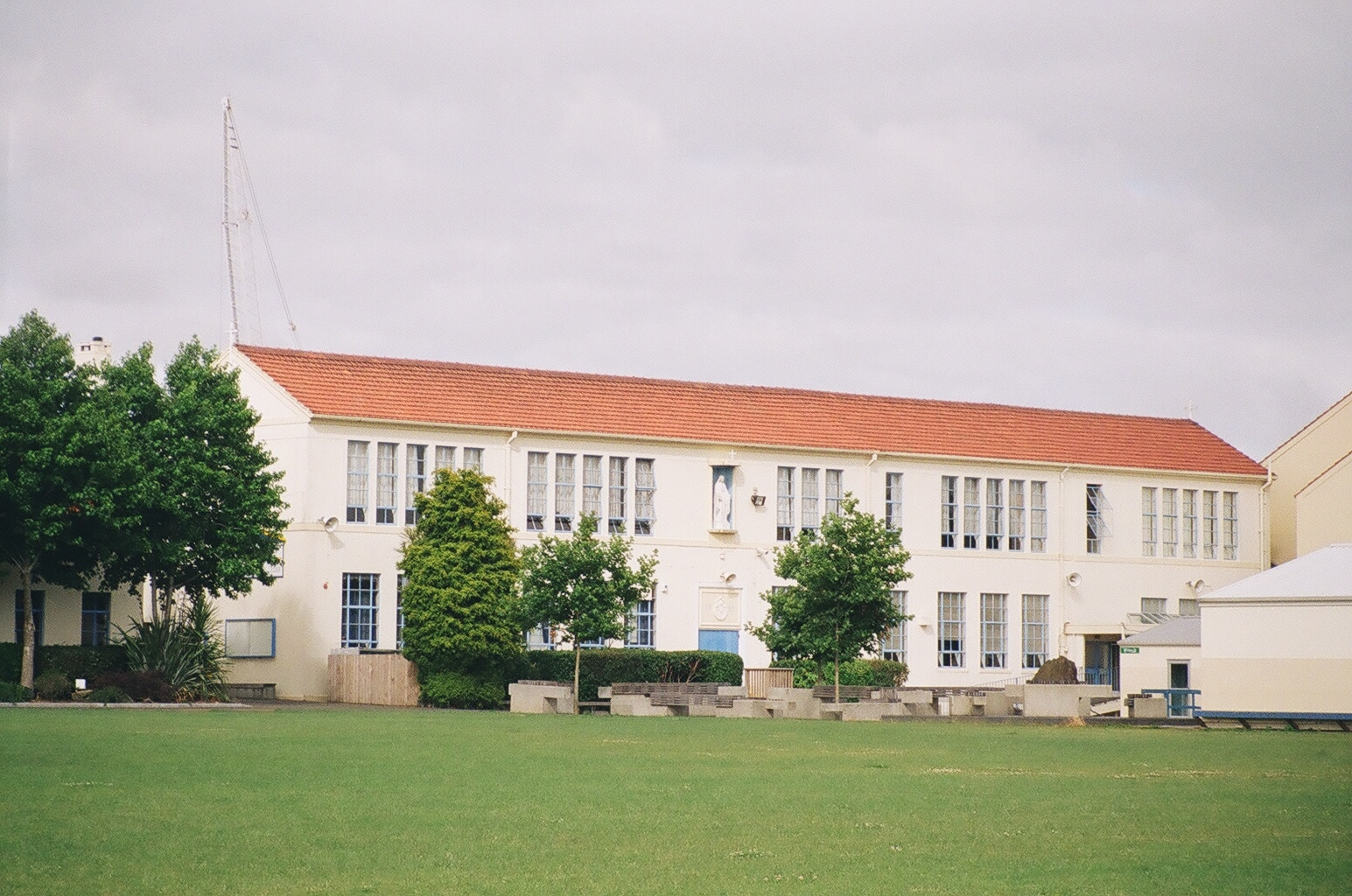
St Peter's College, Bro O'Driscoll Building (1939, additions 1944)

Trường Trung học St Peter's College là một trường trung học công giáo dành cho nam học sinh tại trung tâm Auckland, New Zealand. Đó là trường trung học công giáo lớn nhất tại New Zealand. Trường này được thành lập năm 1939 bởi các Sư Huynh Công giáo nhưng từ năm 2008 thì toàn thể nhân viên đều là người thế tục1. Trường có một sỉ số tối đa là 1200 học sinh đa chủng tộc. Về mặt học tập, trường dậy các lớp cấp ba theo hệ thống thi cử Chứng Chỉ Thành Tựu Giáo dục Quốc gia (National Certificate of Educational Achievement - NCEA) và Các Kỳ Thi Quốc tế Cambridge (Cambridge International Examinations - CIA)

## Một số cựu học sinh nổi tiếng
Giám mục Dennis George Browne (sinh năm 1937), Giám Muc Công giáo thứ mười của Auckland (1983-1994), Giám mục Công giáo thứ hai của Hamilton (từ 1994 tới nay). 
Ngài Christopher Joseph Carter (sinh năm 1952): Bộ trưởng trong nội các. 
Thiếu tướng Martyn Dunne (sinh năm 1950), Chỉ Huy Liên Quân New Zealand trong Lực lượng Phòng Vệ New Zealand (2001-2004). 
Ngài (Humphrey) Michael Gerard Fay (sinh năm 1949), giám đốc ngân hàng thương mại người New Zealand, chủ tịch các cuộc vận động cho ba cuộc New Zealand tranh tài để đoạt giải America’s Cup năm 1987, 1988 và 1992. 
Samuel M P Hunt (Sam Hunt) (sinh năm 1946), Thi Sĩ. 
Bernard Joseph McCahill (sanh năm 1962), cầu thủ bóng bầu dục của đội tuyển quốc gia All Blacks, chơi ở vị trí thứ hai - và vị trí trung tâm hàng hậu vệ (1987-1991).